# Teagasc
Teagasc (« enseignement » en irlandais) est un établissement semi-étatique de la république d'Irlande chargé de recherche et développement et de services d'enseignement et de conseil dans les secteurs agricole et agroalimentaire. 
Cet organisme dispose dans les comtés de plusieurs centres de conseil, d'universités et centres de recherche dans lesquels il réalise ses principales activités. Le siège de Teagasc se situe à Carlow dans le domaine de Oak Park Estate.
Le titre officiel de cet organisme est Teagasc - The Agriculture and Food Development Authority. 
En 1988, Teagasc a remplacé « An Foras Taluntais / The Agricultural Institute » (AFT),  qui était chargé de la recherche agronomique, et « An Chomhairle Oiliúna Talmhaíochta / The Agricultural Training Council » (ACOT,) qui était responsable des services d'enseignement et de conseil. 
Teagasc est l'un des membres du consortium de séquençage du génome de la pomme de terre (Potato Genome Sequencing Consortium).
Le programme de sélection de la pomme de terre mené par Teagasc est centré plus particulièrement sur une région du chromosome 4 qui comporte un groupe étendu de gènes conférant une résistance aux deux principaux agents pathogènes de la pomme de terre dans les régions tempérées, à savoir le mildiou (Phytophthora infestans) et le nématode à kystes (Glodobera pallida). 

## Collèges et centres de recherche de Teagasc
Collèges agricoles et horticoles privés de Teagasc 
- Clonakilty Agricultural College[3];
- Kildalton Agricultural and Horticultural College ;
- Ballyhaise Agricultural College ;
- College of Amenity Horticulture situé dans le jardin botanique national à Glasnevin (comté de Dublin) ;
- Teagasc eCollege.

 Colléges agricoles et horticoles privés 
- Gurteen Agricultural College ;
- Mountbellew Agricultural College ;
- Warrenstown Horticultural College (fermé en 2009) ;
- Pallaskenry Agricultural College.

 Centres de recherche alimentaire 
- Moorepark Food Research Centre, Fermoy (comté de Cork)[4] (alicaments, produits laitiers, ingrédients alimentaires et boissons et aliments supplémentés) ;
- Ashtown Food Research Centre (innovation en produits alimentaires, qualité et sécurité, science de la viande, innovations bioactives, nutraceutiques, technologie de la boulangerie, fruits de mer).

 Centres de recherche agronomique 
- Animal Bioscience Research Centre (efficacité de la production de viande et de lait de qualité) ;
- Athenry Production Research Centre (production ovine et bovine, reproduction animale, Milk biologique, Beef and Sheep Production.) ;
- Grange Research Centre (bœuf) ;
- Johnstown Research Centre (sol, environnement et agriculture biologique) ;
- Kinsealy Research Centre (horticulture)
- Moorepark Research Centre (production laitière) ;
- Oak Park Research Centre (agriculture) ;
- Rural Economy Research Centre (recherche et politique en sciences sociales[5].